# Władimir Troszyn
Władimir Konstantinowicz Troszyn (ros. Влади́мир Константи́нович Тро́шин, ur. 15 maja 1926 w Michajłowskoje (obecnie Michajłowsk) w obwodzie swierdłowskim, zm. 25 lutego 2008 w Moskwie) – radziecki i rosyjski aktor teatralny i filmowy i piosenkarz.

## Życiorys
W 1947 ukończył szkołę-studio MChAT i został przyjęty do trupy tego teatru, od 1955 występował na estradzie, wykonując pieśni radzieckich kompozytorów. Odgrywał role teatralne, m.in. w sztukach Gorkiego i Gogola. W 1951 za rolę Iwana Jarkina w spektaklu Wtoraja Liubow J. Malcewa i N. Wekstern otrzymał Nagrodę Stalinowską II stopnia. Z MChAT był związany do 1988. W 1967 otrzymał tytuł Zasłużonego Artysty Maryjskiej ASRR, w 1969 Zasłużonego Artysty RFSRR, a 8 października 1984 tytuł Ludowego Artysty RFSRR. W 2007 opublikował autobiografię Moi gody – rossyl samocwietow. Pochowany na Cmentarzu Trojekurowskim w Moskwie.

## Wybrana filmografia
- 1956: Oni byli pierwszymi (rola epizodyczna; niewymieniony w czołówce)
- 1957: Dwie rywalki jako Krutikow
- 1958: Dzień pierwszy
- 1959: Człowiek z planety Ziemia
- 1959: Złoty eszelon
- 1963: Duże i małe
- 1964: Wielka ruda jako kierowca
- 1969: Krach jako Churchill
- 1981: Nowy stary rok jako mąż Luby
- 1985: Bitwa o Moskwę jako Klimient Woroszyłow
- 1989: Stalingrad jako Klimient Woroszyłow
- 1989: W mieście Soczi ciemne noce
- 1991: Wołkodaw
- 1993: Szare wilki jako Podgorny

## Odznaczenia
- Order Honoru (2002)
- Order Przyjaźni (1996)
- Nagroda Państwowa ZSRR[4]
- Order Piotra Wielkiego I klasy

i inne.